# Stigmella platyzona
Stigmella platyzona (лат.) — вид молей-малюток рода Stigmella (Nepticulinae) из семейства Nepticulidae.
Эндемик Южной Африки: ЮАР. Гусеницы питаются растениями вида Ficus burttdavyi (семейство Moraceae), минируют верхнюю поверхность листьев. St. platyzona близок к виду Stigmella rhynchosiella, отличаясь от него деталями строения гениталий. Вид был описан южноафриканским энтомологом Л. Вари (Dr L. Vari; Transvaal Museum, ЮАР).
В апикальной части передних крыльев развиты две жилки: R4+5 и M.